# Krodh
Krodh (dal sanscrito krodha che si traduce in "ira" o "rabbia" o "rabbia incontrollata") è il concetto di ira nel sikhismo, in cui costituisce uno dei Cinque Mali.
Questa è un'emozione e uno stato mentale riconosciuto nel sistema sikh come una molla di conazione ed è considerato come uno dei cinque mali trovati nella mente umana.
La rabbia può essere causata da eventi sia interni che esterni. Potresti essere arrabbiato con una persona specifica (come un collega o supervisore) o un evento (un ingorgo stradale, un volo cancellato), o la tua rabbia potrebbe essere causata da preoccupante o meditabondo sui tuoi problemi personali o su qualcosa che viene detto da qualcun altro. I ricordi di eventi traumatici o rabbiosi possono anche innescare sentimenti di rabbia.
Si esprime in varie forme dall'irritazione silenziosa agli scoppi d'ira isterici e alla violenza. Nella Scrittura sikh "krodh" di solito appare in combinazione con kam (lussuria) - come "kam krodh". La coalescenza non è semplicemente a scopo di effetto allitterativo. Krodh è la progenie diretta di kam. Il secondo quando ostacolato o svaligiato produce il primo. La Scrittura conta anche krodh (o il suo sinonimo kop) tra i quattro fiumi di fuoco.